# República Checa nos Jogos Olímpicos de Inverno de 2002
A República Checa participou dos Jogos Olímpicos de Inverno de 2002 em Salt Lake City, nos Estados Unidos. O país estreou nos Jogos em 1994 e em Salt Lake City fez sua 3ª apresentação.

## Medalhas
| Atleta              | Esporte             | Evento             | Medalha |
| ------------------- | ------------------- | ------------------ | ------- |
| Aleš Valenta        | Esqui estilo livre  | Aerials masculino  | Ouro    |
| Kateřina Neumannová | Esqui cross-country | 15km feminino      | Prata   |
| Kateřina Neumannová | Esqui cross-country | Combinadi feminino | Prata   |